# Caroline Lahaye
Caroline Lahaye (18 juli 1984) is een Belgische voormalige atlete, die gespecialiseerd was in het verspringen. Ze werd tweemaal Belgisch kampioene.

## Loopbaan
Lahaye werd in 2004 Belgisch kampioene verspringen. Begin 2005 veroverde ze ook de indoortitel. Ze was oorspronkelijk aangesloten bij CS Dyle, stapte over naar Sambre-Meuse AC, maar keerde terug naar CS Dyle.

## Belgische kampioenschappen
Outdoor
| Onderdeel   | Jaar |
| ----------- | ---- |
| verspringen | 2004 |

Indoor
| Onderdeel   | Jaar |
| ----------- | ---- |
| verspringen | 2005 |

## Persoonlijke records
Outdoor
| Onderdeel   | Prestatie | Datum       | Plaats        |
| ----------- | --------- | ----------- | ------------- |
| verspringen | 6,00 m    | 22 mei 2005 | Aix-les-Bains |

Indoor
| Onderdeel   | Prestatie | Datum            | Plaats |
| ----------- | --------- | ---------------- | ------ |
| verspringen | 5,90 m    | 20 februari 2005 | Gent   |

## Palmares
verspringen
- 2003:  BK AC – 5,84 m
- 2004:  BK AC – 5,97 m
- 2005:  BK AC indoor – 5,80 m